# Danny Ramirez
Danny Ramirez, född 17 september 1992 i Chicago, är en amerikansk skådespelare.
Ramirez har bland annat medverkat i TV-serien The Falcon and the Winter Soldier. Han har även medverkat i filmerna Top Gun: Maverick och Captain America: Brave New World.

## Filmografi (i urval)
- 2016 – The Affair (TV-serie)
- 2016 – Blindspot (TV-serie)
- 2017 – Orange Is the New Black (TV-serie)
- 2021 – The Falcon and the Winter Soldier (TV-serie)
- 2022 – Top Gun: Maverick
- 2023 – Black Mirror (TV-serie)
- 2025 – Captain America: Brave New World
- 2025 – The Last of Us (TV-serie)
- 2026 – Avengers: Doomsday